# Laggkärr
Laggkärr eller lagg är ett kärr som omger en högmosse.
Då en högmosse ligger nedanför en sluttning kan denna, på grund av vitmosstorvens stora uppdämningsförmåga, inte dräneras via högmossen. Vattnet som rinner nerför endera sluttningen blir alltså liggande ovanför mossens rand. Det samma gäller där mossen spärrar av mindre sänkor.
Laggkärret är ofta bara några meter brett, då det kan dräneras längs mossens kant, men ger goda växtbetingelser för fukttåliga arter och har ofta strödda buskar av al, sälg och björk. Allteftersom mossen växer flyttas också laggbältet. Se vidare Högmossars arealtillväxt.